# Banganapalle (Staat)
Banganapalle (auch Banaganapalli, Banganapalli, Telugu బనగానపల్లె సంస్థానం Banagānapalle Sansthānaṁ) war ein Fürstenstaat Britisch-Indiens im Dekkan im heutigen Bundesstaat Andhra Pradesh; Hauptstadt war Banganapalle. Das Jagir Banganapalle bestand seit 1665 als Lehen des muslimischen Sultanats Bijapur, das 1686 von Aurangzeb für das Mogulreich erobert wurde. 1783 wurde Banganapalle von Mysore annektiert, 1790 von seinem bisherigen Inhaber Ghulam Ali Khan zurückerobert, dem vom Nizam von Hyderabad der Titel Mansur ad-Daula verliehen wurde, gemeinsam mit seinem Schwager Sayyid Asad Ali Khan, einem Schiiten und Sohn eines Ministers des Schahs von Persien.
Als der Nizam 1800 den Distrikt Kurnool (Karnulu) den Briten übergab, kam Banganpalle unter die Hoheit der Präsidentschaft Madras. Von 1831 bis 1848 war das Lehen wegen Misswirtschaft vom Nizam eingezogen, wurde aber von den Briten verwaltet (ebenso wie von Februar bis April 1905). Sayyid Fateh Ali Khan (1868–1905) bekam 1876 den Titel Nawab. 1901 hatte das Land eine Fläche von 712 km² und 32.000 Einwohner. 1939 übernahmen die Briten erneut die Verwaltung und der Nawab Fadli Ali Khan III. musste das Land verlassen.
Nachdem Indien 1947 unabhängig geworden war (siehe Geschichte Indiens), vollzog der Nawab am 23. Februar den Anschluss, und Banganapalle kam zum Bundesstaat Madras, von dem 1953 Andhra Pradesh abgetrennt wurde. Am 1. November 1956 wurden alle Fürstenstaaten aufgehoben.